# Percentil
El percentil es una medida de posición usada en estadística que indica, una vez ordenados los datos de menor a mayor, el valor de la variable por debajo del cual se encuentra un porcentaje dado de observaciones en un grupo. Por ejemplo, el percentil 20 es el valor bajo el cual se encuentran el 20 % de las observaciones, y el 80 % restante son mayores.
Aparecen citados en la literatura científica por primera vez por Francis Galton en 1885.
- P25 = Q1
- P50 = Q2 = mediana
- P75 = Q3

Cálculo con datos no agrupados
Un método para establecer un percentil sería el siguiente:
Calculamos 
{\displaystyle x={\frac {n\cdot i}{100}}}, donde n es el número de elementos de la muestra e i, el percentil. El resultado de realizar esta operación es un número real con parte entera E y parte decimal D.
Teniendo en cuenta estos dos valores, aplicamos la siguiente función:
{\displaystyle P_{i}={\begin{cases}{\text{elemento}}(E+1)&{\text{para }}D\neq 0\\{\frac {{\text{elemento}}(E)+{\text{elemento}}(E+1)}{2}}&{\text{para }}D=0\end{cases}}}
Esta última operación brinda el valor del percentil pedido.